# Длинный сгибатель большого пальца кисти
Длинный сгибатель большого пальца кисти (лат. Musculus flexor pollicis longus) — мышца передней группы предплечья.
Мышца имеет вид длинной одноперистой плоской мышцы, которая располагается на латеральном крае предплечья. Начинается от верхних 2/3 передней поверхности тела лучевой кости и межкостной перегородки предплечья. Мышца переходит в длинное сухожилие, которое, направляясь книзу, ложится в канал запястья, а затем окружается влагалищем сухожилия длинного сгибателя большого пальца кисти (лат. vagina tendinis musculi flexoris polluci longi) и, достигнув дистальной фаланги, прикрепляется у её основания.

## Функция
Сгибает дистальную фалангу большого пальца.